# 秋田県道4号能代五城目線
秋田県道4号能代五城目線（あきたけんどう4ごう のしろごじょうめせん）は、秋田県能代市から南秋田郡五城目町に至る県道（主要地方道）である。

## 概要
能代市鰄渕字扇田で国道7号能代バイパスから南へ分岐し、秋田自動車道を立体交差したあと、山本郡三種町を経由して五城目町内川黒土で国道285号に至る。三種町内では道路の改良工事が完了していない部分が残る。
JR東日本 奥羽本線と秋田自動車道が西側約1 - 5キロメートルを並行して通る。

### 路線データ
- 総延長 : 40.024 km[2]
- 実延長 : 40.024 km[2]
- 起点 : 秋田県能代市扇田字山下98番1地先（桧山入口交差点、国道7号交点）[3]
- 終点 : 秋田県南秋田郡五城目町内川黒土字下川原37番（国道285号交点）[3]
- 指定経由地：秋田県山本郡三種町森岳
- 未供用区間 : なし[2]

## 歴史
- 1972年（昭和47年）3月30日 - 秋田県道に認定される。
- 1993年（平成5年）5月11日 - 建設省から、県道能代五城目線が能代五城目線として主要地方道に指定される[4]。

## 路線状況

### 別名
- 羽州街道 - 能代市桧山（県道294号交点）から三種町森岳では、一部バイパスが通って経路が変更された区間を除き、古来からの羽州街道であった[5][6][7]。

### 重複区間
- 秋田県道37号琴丘上小阿仁線（三種町上岩川地内の約1.4km[2]）

### 冬期閉鎖区間
- なし[8]

### 交通不能区間
- なし[9]

## 地理

### 通過する自治体
- 能代市
- 山本郡三種町
- 南秋田郡五城目町

### 交差する道路
| 施設名         | 接続路線名                                                  | 備考                 | 所在地                                                           |
| -------------- | ----------------------------------------------------------- | -------------------- | ---------------------------------------------------------------- |
| 桧山入口交差点 | 国道7号                                                     | 起点                 | 能代市扇田山下                                                   |
|                | 秋田県道294号仙ノ台桧山線 旧羽州街道（幟山林道）            | 県道294号終点        | 能代市桧山字川向北緯40度10分22.72秒 東経140度6分35.37秒          |
| 金光寺交差点   | 秋田県道210号金光寺能代線 （秋田県道211号金光寺鵜川線重複） | 県道210号・211号起点 | 山本郡三種町豊岡金田字狐台北緯40度7分21.05秒 東経140度4分39.19秒 |
|                | 秋田県道212号森岳鵜川線                                     | 県道212号起点        | 山本郡三種町森岳字長田北緯40度6分3.45秒 東経140度4分45.57秒      |
|                | 秋田県道217号森岳鹿渡線                                     | 県道217号起点        | 山本郡三種町森岳字東堤沢北緯40度5分25.72秒 東経140度5分2.95秒    |
|                | 秋田県道37号琴丘上小阿仁線                                  | （重複区間）         | 山本郡三種町上岩川・地内北緯40度3分27.3秒 東経140度8分47.3秒     |
|                | 国道285号                                                   | 終点                 | 南秋田郡五城目町内川黒土                                         |

### 沿線の施設
- 能代市立能代東中学校
- 檜山追分旧羽州街道松並木（秋田県指定史跡）
- 檜山安東氏城館跡（秋田県指定史跡）
- 金岡郵便局
- 三種町立山本中学校
- JR東日本 奥羽本線 森岳駅
- 森岳温泉郷
  - 森岳温泉
  - リハビリテーション森岳温泉病院
- 下岩川郵便局
- ホテル湯ノ越の宿
- 内川郵便局